# 野崎渚
野崎 渚（のざき なぎさ、1990年11月22日 - ）は、日本の女性プロレスラー。長野県南佐久郡佐久穂町出身。血液型B型。身長167cm、体重58kg。

## 所属
- NEO女子プロレス（2006年 - 2010年）
- ワールド女子プロレス・ディアナ（2011年4月18日 - 2011年5月10日）
- フリーランス（2011年5月11日 - ）
- 株式会社DQN（2012年10月 - 2014年）
- ZABUN専属フリー契約（2017年9月14日 - 2019年3月31日）
- プロレスリングWAVE（2019年4月1日 - 2023年10月31日）
- フリーランス（2023年11月1日 - ）

## 経歴・戦歴

### デビュー前
地元でのNEOの興行を観戦し入門を決意、2006年3月に入門。入門前に空手教室に半年間だけ通う。

### NEO女子プロレス
2006年11月3日、東京・後楽園ホールにおいて、対ダイナマイト・関西、井上貴子組戦でデビュー（パートナーは井上京子）も貴子の裏拳に屈する。リングコスチュームは緑を基調としていた。
12月8日には長野・佐久創造館大会が地元凱旋興行として行われる。試合は宮崎有妃にえびす落としで敗戦。
12月31日のジュニア・オールスター戦に出場も、浦井百合に敗れる。
2007年、同じく緑の入ったリンコスを着用する希月あおいとタッグチーム「青春緑」を結成。デビュー当時緑のリンコスを着ていたと言う理由で植松寿絵を最高顧問にした。
2月18日、川崎市体育館大会で同期の勇気彩と初シングルも、STFで敗れる。
5月3日、後楽園大会で勇気と組み、中島安里紗、大木アスカ組と対戦し、大木からフォールを奪い初勝利。
7月1日、伊藤道場新木場1stRING大会でみどりからシングル初勝利。
2008年年頭から左膝靭帯損傷のため長期欠場に入っていたが、2009年4月19日の博多スターレーン大会で復帰した。しかし、7月に眼窩底骨折のため再び長期欠場。その間、付き人を務めた三田英津子の引退試合の相手になることも予定されていたが、真琴に変更された。
2010年5月5日、デビューの地である後楽園ホールでデビュー戦の相手であった井上貴子の「奇跡の扉」をカバー。事前に貴子本人より直接指導を受けている。
8月1日後楽園大会の朱里戦で復帰した。この試合よりリングコスチュームをリニューアルした。その後は朱里の所属先であるSMASHにも参戦している。
NEO解散直前に右肩を負傷。最終興行は試合出場するも、しばらく治療を優先。
2011年2月3日、NEO解散後初試合としてのT-1新木場大会で同僚勇気彩とタッグを組む。
4月17日、京子が中心たるワールド女子プロレス・ディアナの旗揚げに勇気らとともに参加。旗揚げ戦では高橋奈苗と対戦するも冷蔵庫爆弾に屈する。当初はアジャ・コングの予定だったが東日本大震災の影響で旗揚げ戦が延期になりアジャがスケジュールの都合で出場できず野崎本人の希望により奈苗に代わった。

### ワールド女子プロレス・ディアナ
5月2日より開かれるプロレスリングWAVE主催「Catch the WAVE」に推薦枠として初出場。
5月4日のアリーナマッチ無断欠場及び重大な契約違反を理由に10日付でディアナを解雇処分される。既に1試合を消化した「Catch the WAVE」については最終戦まで完走する方向だが、それ以降は引退も含め検討。凱旋興行となるはずだった佐久創造館大会は予定通り開かれたが、地元選手不在となった影響は非常に大きく480席の会場で52人という動員に終わった。長野大会を最後にディアナとWAVEの相互参戦も事実上凍結された。

### フリー
7月6日のWAVE新木場大会終了後、24日のWAVE新宿大会を最後に無期限で欠場することを表明した。その後は右肩の治療及びリハビリに入る。

### DQN

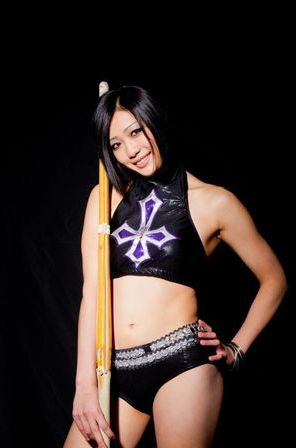
2012年9月16日撮影

2012年8月2日、WNC新宿大会で約1年ぶりにリング復帰、大原はじめと結託し、その場で当時練習生だった小林香萌に暴行を加えたことも自白した。8月30日の後楽園大会でレスラー復帰戦として同期デビューである真琴と5年ぶりとなるシングルが組まれた。復帰戦は勝利で飾り、真琴との3連戦を3連勝。この時期よりノザビッチを二つ名として名乗り始める。
10月に大原が中心たるヒールユニット「株式会社DQN」に黒潮二郎とともに参加。社長秘書となる。
11月27日、後楽園ホールで開かれたWAVE&AAA合同興行に参戦。志田光と組み、WAVE認定タッグ王座時期挑戦者決定5WAYマッチに出場した。
11月28日、WNC後楽園大会にてWNC女子王座決定トーナメント準決勝で華名に勝利。「世界のノザビッチ」を名乗る（華名が元WWEディーバのセリーナに勝利してから「世界の華名」を名乗っていたため）。
2013年1月、眼底骨折のため試合欠場を発表。その後、DQN創設者の大原がWNCを退団。黒潮も正規軍に合流した。2014年にはWNCが活動停止。

### ZABUN専属フリー契約
2017年8月12日、プロレスリングWAVE大田区総合体育館大会で4年半ぶりに復帰した。パートナーは希月あおい。対戦相手は宮崎有妃、飯田美花。敗れたものの希月あおいとのタッグ、青春緑（せいしゅんりょく）も復活させた。9月14日、WAVEを運営するZABUNで会見が開かれZABUN専属フリーランスとなることが発表された。9月10日、神戸サンボーホールでのフェアリー日本橋&救世忍者乱丸戦（パートナーは志田光）で復帰後初勝利。

### プロレスリングWAVE

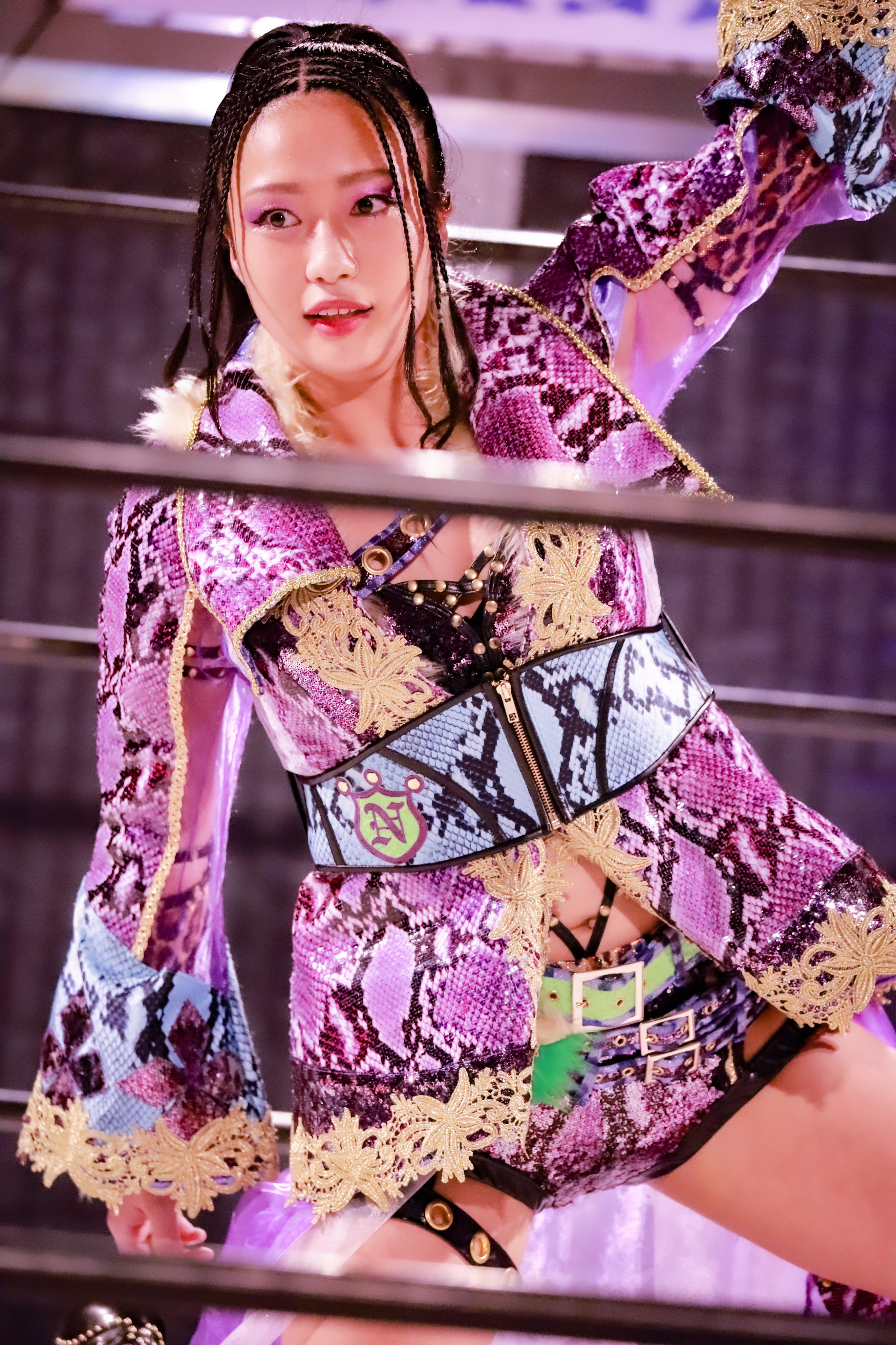
2021年6月21日撮影

2019年4月1日付けでプロレスリングWAVE入団。
5月5日より開幕のCatch the WAVE2019にVISUALブロックで出場しブロック1位となり初の決勝戦進出を果たす。三つ巴戦で行われた優勝決定戦で水波綾と彩羽匠と対戦するが彩羽に敗れ優勝とはならなかった。
12月29日、後楽園ホール大会で 彩羽匠が持つRegina di WAVE王座に挑戦し勝利、第15代王者となる
2020年12月27日、後楽園ホール大会にて旧姓・広田さくらとのRegina di WAVE王座6度目の防衛戦に敗戦し王座から陥落する。
2021年6月1日より開幕のCatch the WAVE 2021にガトリング・ブロックで出場し2大会連続ブロック1位となるが、準決勝で同大会で優勝したポテンシャル・ブロック1位の高瀬みゆきに破れ決勝戦進出を逃した。
8月22日後楽園ホール大会で、Regina di WAVE王者の広田とリターンマッチを行い勝利、同王座に返り咲いた。
12月25日より開催された、古巣ワールド女子プロレス・ディアナのW.W.W.Dシングルチャンピオン決定トーナメントに出場。初戦で笹村あやめ、準決勝でライディーン鋼を下し決勝戦へ進む。
2022年1月23日、新木場1stRINGで行われたW.W.W.Dシングルチャンピオン決定トーナメント決勝戦で佐藤綾子を下し、第15代W.W.W.D認定世界シングル王者となる。
2022年4月15日『後楽園ホール60周年還暦祭』にSAKI、彩羽匠と組みメインイベント6人タッグマッチで出場。大会マイクでは呼びかけ人であったことが明かされた。

### フリー
2023年11月2日、プロレスリングWAVEを10月31日付で退団し、フリーランスになることが発表された。
2023年11月27日、プロレスリング・ノア「MONDAY MAGIC」で高瀬みゆき戦で復帰。
2024年5月20日のマリーゴールド旗揚げ戦ではマイラ・グレースと組み、桜井麻衣＆ゼイダ・スティール組と対戦。15分時間切れドローで終わった。その後もマリーゴールドにフリーとして参戦を続け、ヒールユニットDarkness Revolutionとしても活動している。

## 人物
- 好きな食べ物は雲丹・海老・酒（アサヒスーパードライ・ビール）。
- 嫌いな食べ物は甘い物・トマト。
- ドナルドダック・海・夏・車が好き。
- ホラー・カミナリ・虫（蜘蛛）が苦手。
- 紙テープ色は紫･桃･紫･白。

## タッグチーム
- 希月あおいとのタッグチーム名は【青春緑】
- 宮崎有妃とのタッグチーム名は【クソ女night☆】
- 中森華子とのタッグチーム名は【残酷ビーチ】
- 桜花由美とのタッグチーム名は【Black Widow】
- SAKIとのタッグチーム名は【peerless】

《2020.10.24 新宿FACE大会でゆきたく【宮崎有妃と彩羽匠】とタッグチーム名をかけて試合をしドローになった為、改名をし【peerlessティーンズロード】となる》

## 得意技
手足の長さを生かした関節技や蹴り技を得意とする。

### フィニッシュ・ホールド
ノアールランサー・ハイ
立ってる相手へ放つ片足ドロップキック。現在主に使用するフィニッシュ技。
ノアールランサー
座ってる相手へ片足ドロップキック。
ドルミル
ドルミルⅡ
SANADAのSkull Endと同型。
ドルミルⅢ
ドルミルⅣ

### 打撃技
蒼魔刀
おしゃれキック
ビッグブーツ
ビールマンキック
顔面バーン
大畠美咲から継承。
ブレイジングチョップ

### 関節技、絞め技
鎌固め
ダイヤル固め
ドラゴンスリーパー

### フォール技
後方回転エビ固め

### 投げ技
ハーフハッチスープレックス

## タイトル歴
マリーゴールド
- 第2代マリーゴールド・ツインスター王座（パートナーはCHIAKI）

プロレスリングWAVE
- 第15代、第17代Regina di WAVE王座
- 第21代WAVE認定タッグ王座（パートナーは宮崎有妃）
- NEXTトーナメント 優勝（2017年）

ワールド女子プロレス・ディアナ
- 第15代W.W.W.D認定世界シングル王座

SEAdLINNNG
- 第13代BEYOND THE SEA TAG TEAM王座（パートナーは真琴）

## 入場テーマ曲
- Summertime Guys（Nikki Cleary）「愛しのアクアマリン」収録
- TOUCH THE SKY（HAN-KUN）
- Sex On The Beach（SPANKERS） - 2017年～2020年まで

- I WANNA, I WANNA（BANANALEMON）- 宮崎有妃とのタッグチーム·クソ女night☆のテーマ曲
- Take a Hint （Victovious） - 桜花由美とのタッグチーム·Black Widowのテーマ曲
- 勝手にmy soul（DISH//）-SAKIとのタッグチーム·peerlessのテーマ曲